# Mike Cox
Micheal Lawrence Cox, detto Mike (Lewisberry, 11 luglio 1985), è un ex giocatore di football americano statunitense di ruolo fullback professionista nella National Football League. Al college ha giocato a football con i Georgia Tech Yellow Jackets. Nel Draft NFL 2008 non venne selezionato ma fu firmato come free agent dai Kansas City Chiefs.

## Carriera universitaria
Cox al college ha giocato nei Georgia Tech Yellow Jackets, squadra rappresentativa dell'Università di Georgia Tech.

## Carriera professionistica

### Kansas City Chiefs
Al draft NFL 2008 fu selezionato ma venne firmato tra i rookie non selezionati dai Kansas City Chiefs. Debuttò nella NFL il 7 settembre 2008 contro i New England Patriots indossando la maglia 42.
Nelle prime due stagioni giocò tutte le partite dei Chiefs ma sempre con un minutaggio limitato a disposizione
Nella stagione 2010, dopo esser diventato un restricted free agent, rifirmò per un altro anno con i Chiefs.

### Atlanta Falcons
Nella stagione 2011, Cox passò ai Falcons con cui giocò nove partite, cinque delle quali da titolare, accumulando due sole ricezioni per 8 yard totali.

## Statistiche
Stagione regolare
| Stagione | Squadra            | PG | PT | C | YC | TC | FC | R  | YR | TR | RF | KR | YK | TK | FK | TT | T | TA | F | FP | FR |
| -------- | ------------------ | -- | -- | - | -- | -- | -- | -- | -- | -- | -- | -- | -- | -- | -- | -- | - | -- | - | -- | -- |
| 2008     | Kansas City Chiefs | 16 | 5  | 1 | -2 | 0  | 0  | 8  | 19 | 0  | 0  | 3  | 11 | 0  | 0  | 2  | 1 | 1  | 0 | 0  | 0  |
| 2009     | Kansas City Chiefs | 16 | 10 | 3 | 5  | 1  | 0  | 10 | 79 | 0  | 0  | 2  | 9  | 0  | 0  | 1  | 1 | 0  | 0 | 0  | 0  |
| 2010     | Kansas City Chiefs | 7  | 2  | 0 | 0  | 0  | 0  | 4  | 27 | 0  | 0  | 0  | 0  | 0  | 0  | 0  | 0 | 0  | 0 | 0  | 0  |

Legenda: PG=Partite giocate PT=Partite da titolare C=Corse YC=Yard su corse TC=Touchdown su corse FC=Fumble su corse R=Ricezioni YR=Yard su ricezione TR=Touchdown su ricezione RF=Fumble su ricezione KR=Ritorni su kickoff YK=Yard su kick off TK=Touchdown su kick off FK=Fumble su kick off TT=Tackle T=Tackle TA=Tackle assistito F=Fumble fatti FP=Fumble persi FR=Fumble recuperati
| Partite totali             | 48 |
| Partite totali da titolare | 22 |
| Yard su corsa              | 3  |
| Touchdown su corsa         | 1  |